# Харламов, Владимир Васильевич
Владимир Васильевич Харламов (8 июля 1959, Череповец, Вологодская область — 26 января 2015) — советский хоккеист, нападающий, российский тренер.

## Биография
Воспитанник череповецкого хоккея. Проведя в составе череповецкого «Металлурга» 10 сезонов во второй и первой лигах первенства СССР, стал стал самым результативным игроком в истории череповецкого хоккея, забросив 259 шайб.
Выступал также за «Динамо» Минск (1978/79, 1980/81), «Динамо» Рига (1979/80), СК им. Урицкого (Казань) (1987/88 — 1988/89). В высшей лиге в сезонах 1979/80 — 1980/81 провёл 27 игр, забил три шайбы.
Бронзовый призёр юниорского чемпионата Европы 1977 года.
Главный тренер команды «Металлург-2» / «Северсталь-2» в сезонах 1993/94 — 1994/95.